# Lieskovec (Prešov)
Lieskovec (em húngaro: Mogyorósfalu) é um município da Eslováquia, situado no distrito de Humenné, na região de Prešov. Tem 9,69 km² de área e sua população em 2018 foi estimada em 445 habitantes.

## Demografia
| Ano:        | 1994 | 2004   | 2014   | 2024   |
| ----------- | ---- | ------ | ------ | ------ |
| Broj ljudi: | 474  | 458    | 443    | 414    |
| Razlika:    |      | -3,37% | -3,27% | -6,54% |

| Ano:               | 2023 | 2024   |
| ------------------ | ---- | ------ |
| Número de pessoas: | 417  | 414    |
| Diferença:         |      | -0,71% |